# Cenchrus setigerus
Cenchrus setigerus là một loài thực vật có hoa trong họ Hòa thảo. Loài này được Vahl mô tả khoa học đầu tiên năm 1806.

## Hình ảnh

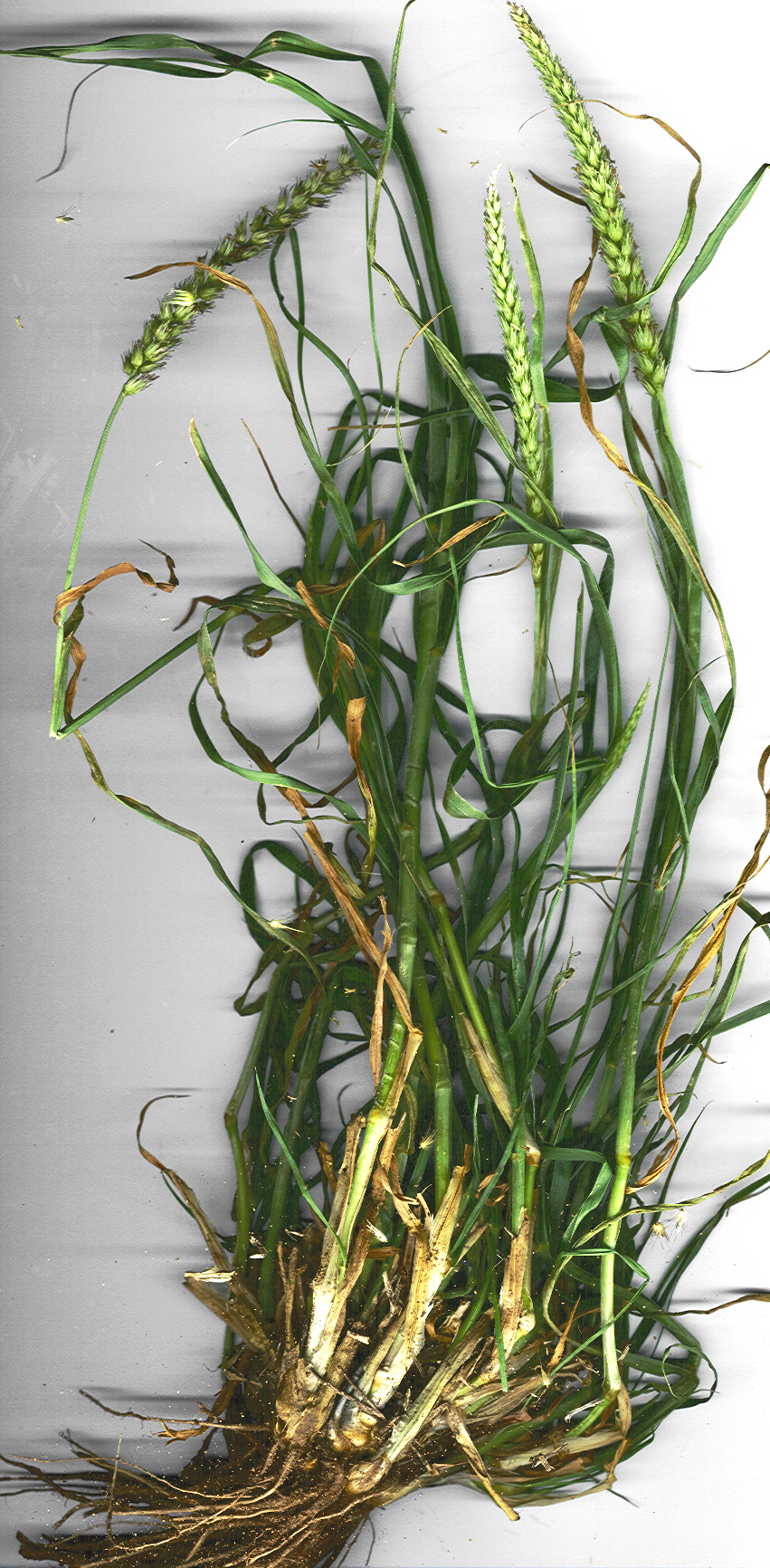
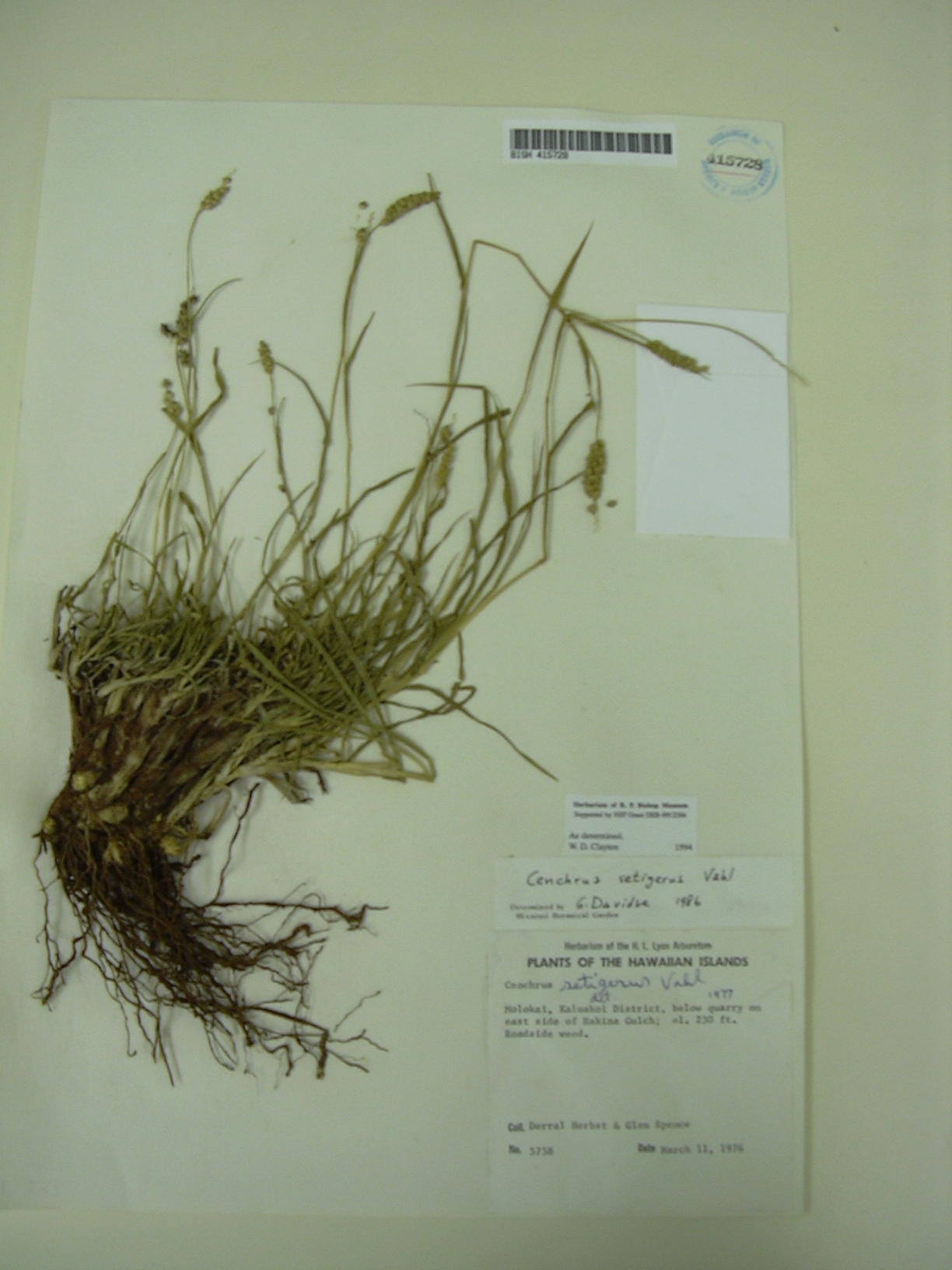
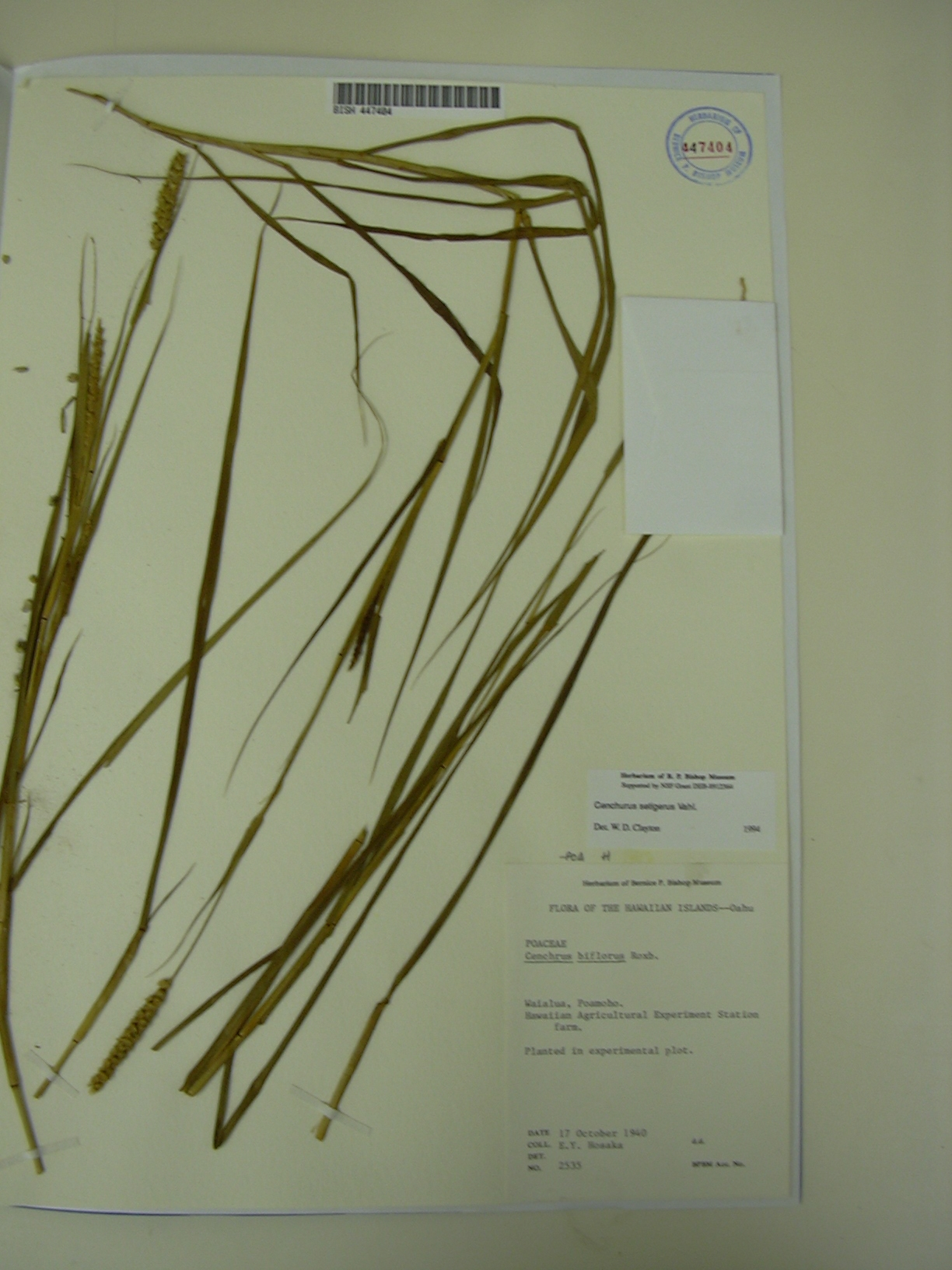
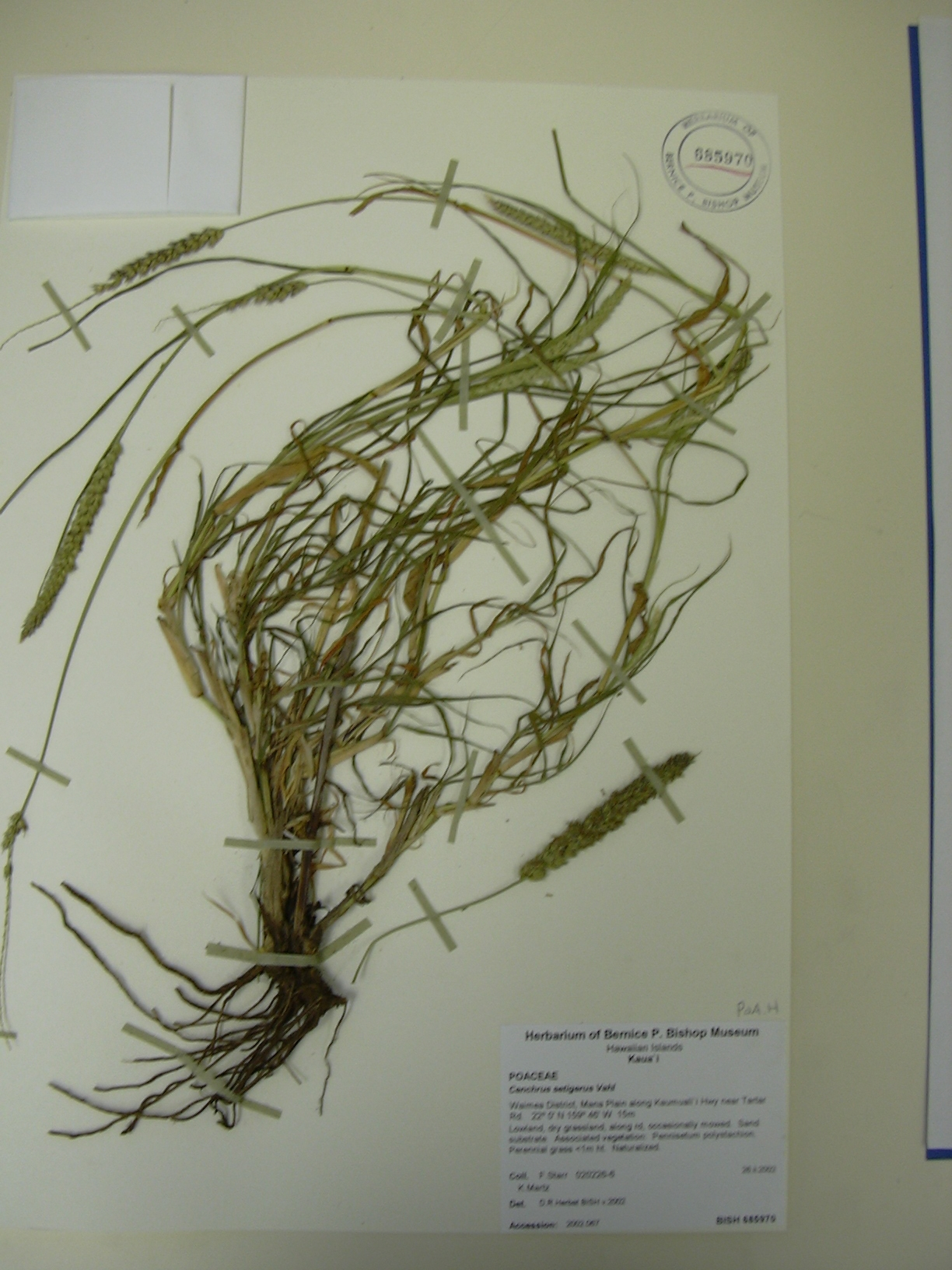